# Gire (album)
A Gire album a Gire együttes egyetlen nagylemeze, amely 2007-ben jelent meg, szerzői kiadásban. A lemez tizenegy dalt tartalmaz, köztük egy Necropsia-feldolgozást. A digipack formátumú album Magyarországon a Negative Art, külföldön a finn Firebox terjesztésében jelent meg.
Az albumhoz két klip készült: Az őzek futása és a Necropsia 1994-es Trans Express dalának feldolgozása. A borító Kátai Tamás munkája Jankovics Marcell Fehérlófia című filmjének felhasználásával.
A lemezt 2007 legjobb magyar metal albumává választották a Hungarian Metal Awards szakmai szavazásán.

## Dalok
1. Zöld zivatar
2. Aranyhajnal
3. Hét madár
4. Éjmély
5. Az őzek futása
6. Törjön testünk!
7. Bábel
8. Eocén expressz
9. Nyártáj
10. Trans express (Necropsia-feldolgozás)
11. Nádak, erek

## Közreműködők
- Kónya Zoltán - gitár, ének, konga
- Hermann Balázs - basszusgitár, djembe
- Kátai Tamás - billentyűs hangszerek, programok

Vendégek
- Rozsnyai Tamás - ének
- Lédeczy Lambert (Ahriman) - ének, doromb, kaval, tilinkó
- Sarkadi Judit - ének
- Tóth Ágnes (The Moon and the Nightspirit) - hegedű
- Bíró Anita - hegedű

## Külső hivatkozások
- Gire hivatalos honlap
- Encyclopaedia Metallum - Gire infólap